# John Ireland (actor)
John Benjamin Ireland (Vancouver, Columbia Británica; 30 de enero de 1914-Santa Bárbara, California; 21 de marzo de 1992) fue un actor de cine estadounidense de origen canadiense. Es recordado como personaje malvado habitual de películas del oeste, si bien su papeles más recordados fueron el periodista de All the King's Men, por el que fue candidato al Premio Óscar, y el de Crixo en la película de Stanley Kubrick Espartaco. Una estrella del paseo de la fama de Hollywood lleva su nombre.

## Trayectoria
Aunque Ireland nació en Canadá, pronto se trasladó a vivir a Nueva York; allí comenzó su carrera de actor con pequeños papeles en teatros de Broadway. En 1945 debuta en el cine con la película bélica Un paseo bajo el sol del director Lewis Milestone y con Dana Andrews como protagonista. La década de 1940 es una etapa de aprendizaje para él, si bien ya tiene papeles importantes que le hacen conocido entre el público. Título importante de esta época es Pasión de los fuertes de John Ford, y en 1947 protagoniza su primer largometraje, Railroaded!, una película de cine negro dirigida por Anthony Mann. Al año siguiente tras intervenir en varias películas protagoniza Open secret de John Reinhardt, aunque la cinta más importante en la que trabaja es Río Rojo de Howard Hawks, donde se codea con actores de la categoría de John Wayne o Montgomery Clift; además conoce a Joanne Dru, la bella actriz que se convertiría en su esposa. En ese mismo 1948, trabaja en la superproducción Juana de Arco de Victor Fleming, con Ingrid Bergman y José Ferrer como protagonistas.
Ireland siguió protagonizando películas, pero sus mejores interpretaciones y las más recordadas son papeles secundarios. En 1949 El político, película dirigida por Robert Rossen, ganó el Óscar a la mejor película, y en ella Ireland volvía a trabajar con su esposa. Otros papeles suyos recordados de esta época son los de malvado en westerns como El valle de la venganza de Richard Thorpe, Los Doolins de Oklahoma, o Little Big Horn. En 1957 trabaja en Duelo de titanes de John Sturges dando vida a Johnny Ringo, que daba la réplica a un Doc Holliday interpretado por Kirk Douglas. 
Desde mediados de los cincuenta John Ireland va a repartir su trabajo entre el cine y la televisión. Así aparecerá en muchas series de éxito como Gunsmoke, Alfred Hitchkock presenta, Misión Imposible, El planeta de los simios, Santa Bárbara, entre otras muchas. 
Además en los sesenta emigró a Europa para participar en coproduciones italianas y españolas, especialmente del género Spaguetti western. De su etapa madura, sus dos interpretaciones más recordadas son como Cristo en el film Espartaco de Stanley Kubrick y como el sargento Harry de 55 días en Pekín de Nicholas Ray, ambas rodadas en España. Participó también en la superproducción La caída del Imperio romano, junto a estrellas como Sophia Loren y James Mason. Ya en los años 1970 participó en Adiós, muñeca (con Robert Mitchum) y Objetivo: matar, película del género thriller con Lee Van Cleef y la española Carmen Cervera, luego famosa como coleccionista de arte.
Ireland continuó trabajando hasta 1992, en que falleció a causa de una leucemia. Su último papel sería de rey Arturo en Waxwork II: Perdido en el tiempo de Anthony Hickox.

## Premios y distinciones
Premios Óscar
| Año  | Categoría              | Película    | Resultado |
| ---- | ---------------------- | ----------- | --------- |
| 1950 | Mejor actor de reparto | El político | Nominado  |